# Räter

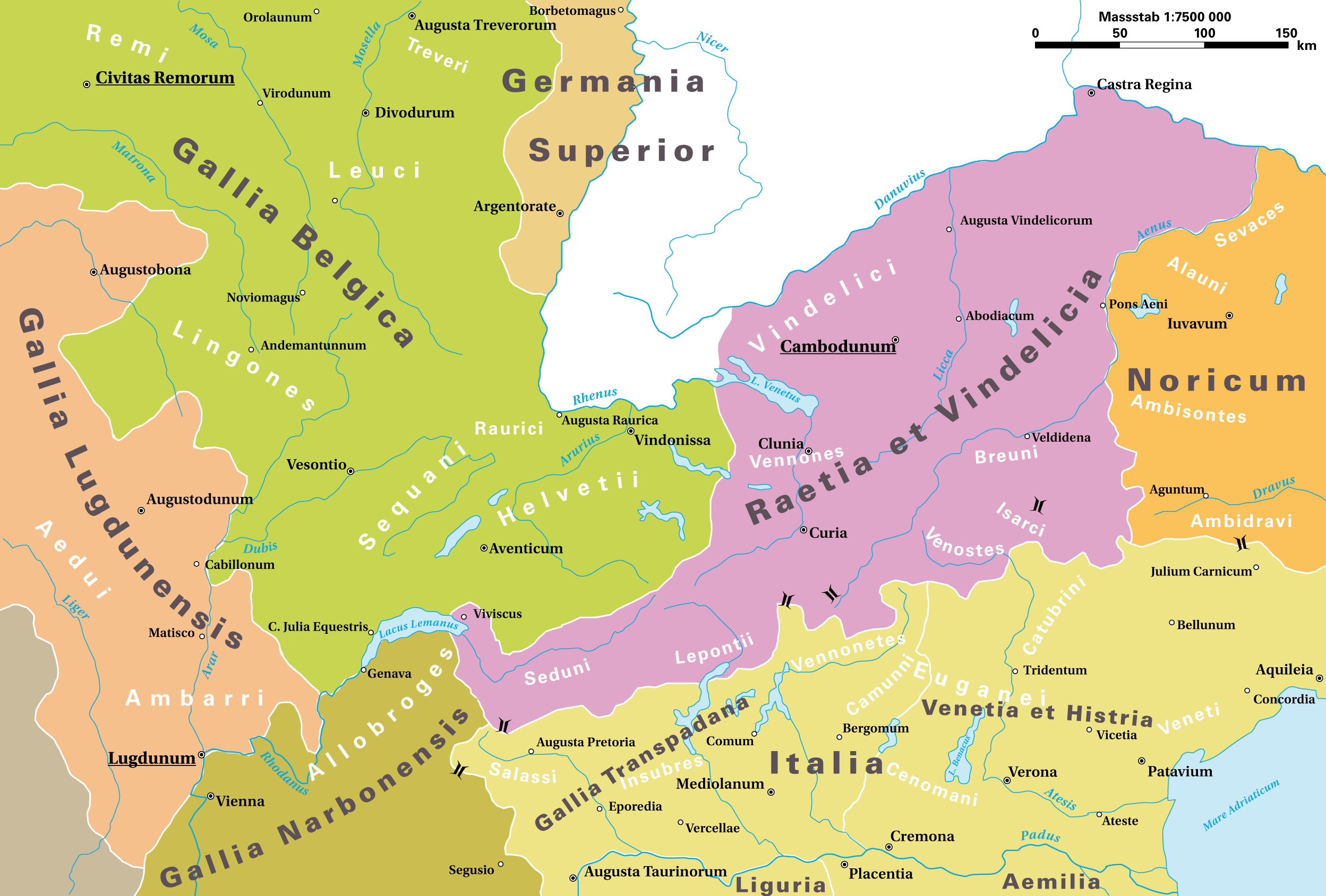
Karte um 14 n. Chr. mit „rätischen“ Völkern beiderseits der Grenze zwischen der Provinz Raetia und der oberitalienischen Regiones (Vennonetes in der Gallia transpadana und die Camunni in der Regio Venetia et Histria)

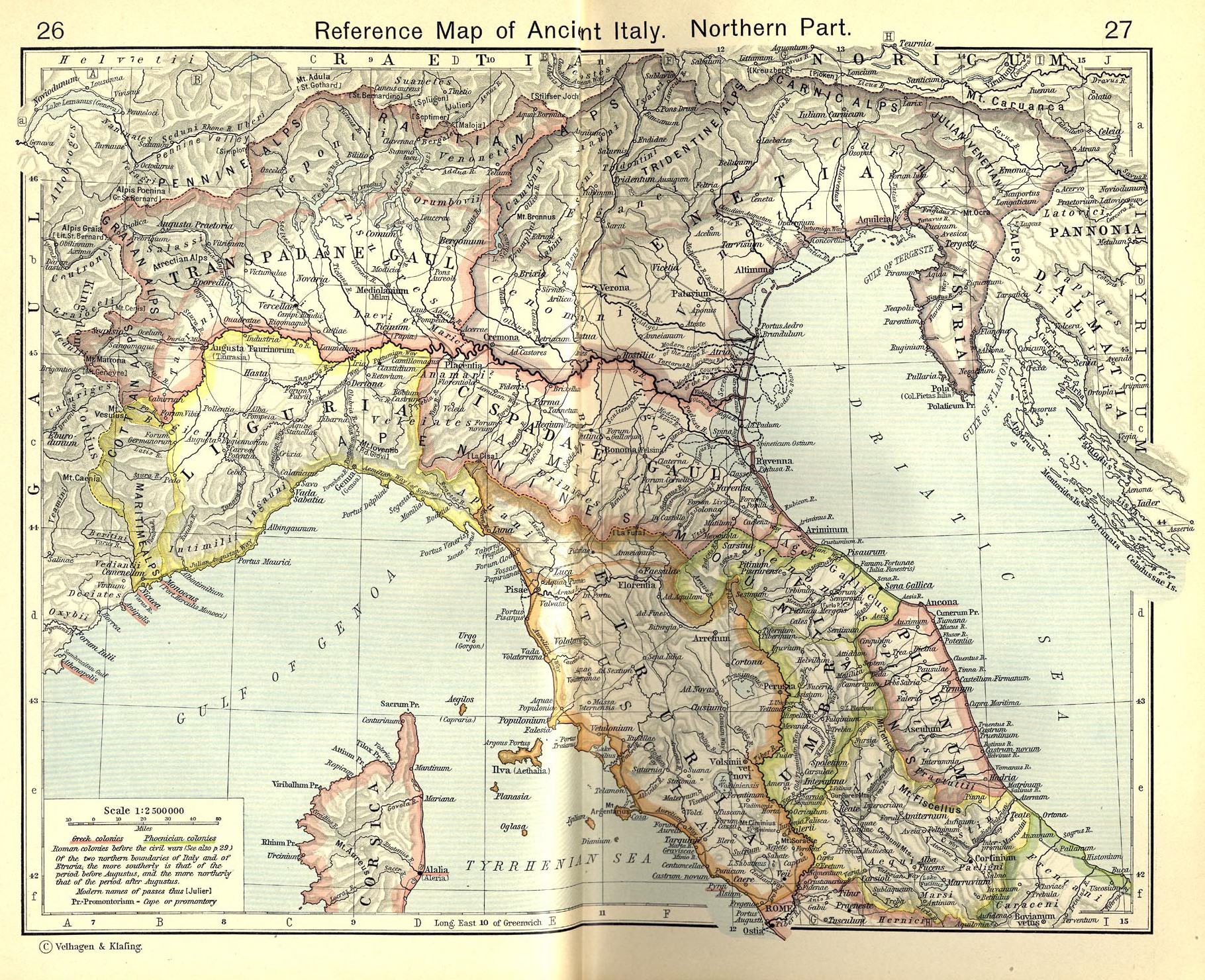
Norditalien aus Shepherds „Historischem Atlas“, der die unter Augustus eingerichteten Regionen Transpadana und Venetia et Histria unterscheidet

Die Räter waren ein Volk oder eine Gruppe von Völkern der Antike im Bereich der mittleren Alpen.
Die deutsche Bezeichnung geht auf die seit dem 2. Jahrhundert v. Chr. in antiken griechischen und römischen Quellen erscheinenden Ῥαιτοί (Rhaitoí) bzw. Raeti zurück. Teils heißt es darin, die Räter seien durch die keltische Invasion der Po-Ebene (um 400 v. Chr.) in die Alpen vertriebene und dort „verwilderte“ Etrusker gewesen. Ungeachtet der zweifelhaften Historizität dieser Darstellung gilt eine sprachliche Verwandtschaft zwischen dem Rätischen und dem Etruskischen heute tatsächlich als gesichert.
Die Räter wurden im 1. Jahrhundert v. Chr. dem römischen Reich eingegliedert und im Verlauf der römischen Herrschaft romanisiert. Die römische Provinz Raetia wurde nach ihnen benannt, obgleich ursprünglich nicht alle ihrer Bewohner als Raeti bzw. Rhaitoí bezeichnet worden waren und obgleich südalpine (dem einen oder anderen Autor zufolge) „rätische“ Stämme nicht diese Provinz, sondern das Gebiet der älteren Provinz Gallia cisalpina bewohnt hatten, unter Augustus den Regiones des römischen Kernlands Italien zugeordnet wurden und mit dem römischen Bürgerrecht ausgestattet worden waren.
Der Begriff Räter unterlag voneinander abweichenden Vorstellungen, sodass manchmal die Ausdrucksweise „Räter im Sinne von …“ angebracht wäre. Aus archäologischer und sprachwissenschaftlicher Sicht werden sie heute mit den Trägern der Fritzens-Sanzeno-Kultur und der Magrè-Gruppe bzw. mit Bewohnern Tirols, Südtirols, des Trentino, des westlichen Venetien und eventuell angrenzender Gebiete identifiziert.

## Räter oder Rhäter?
Die gelegentliche Schreibung Rhäter und Rhätien, wie sie auch ganz offiziell von der Rhätischen Bahn (RhB) verwendet wird, geht auf die seit dem 2. Jahrhundert v. Chr. gebräuchliche griechische Bezeichnung Ῥαιτοί (Rhaitoí) zurück, übernimmt insofern die übliche Transkription des griechischen Wortstamms – vgl. Spiritus asper. In römischen Schriften steht zwar zunächst Raeti und Ähnliches, in späterer Zeit trat aber auch die den griechischen Wortstamm lautlich darstellende Schreibweise Rhaeti und Ähnliches in römischen Handschriften auf. Ein weiteres Beispiel dieser Schreibweise ist etwa der Artikel Rhätia in Heinrich August Pierers Universal-Lexikon der Gegenwart und Vergangenheit von 1857.

## Begriffsgeschichte
Die folgenden Aussagen fassen später dargestellte Einzelheiten des Artikels zusammen:
1. Die antiken Quellen stimmen vielfach nicht überein und geben nicht genau zu erkennen, wo „Räter“ (Raeti bzw. Rhatoí) siedelten und wie weit sprachliche bzw. kulturelle Gemeinsamkeiten zwischen einzelnen genannten Stämmen eine gemeinsame Einordnung als „Räter“ rechtfertigten.
2. Seit dem 2. Jahrhundert bedeutete Raeti auch einfach „Bewohner der Provinz Raetia“, ohne Rücksicht auf die Abstammung solcher Bewohner.[6]
3. In den Alpen zwischen dem Lago Maggiore und dem westlichen Venetien wurden hunderte Inschriften gefunden, deren altitalisches Zeicheninventar vielfach mit den Buchstaben des etruskischen Alphabets übereinstimmt. Da diese Inschriften inhaltlich zunächst nicht entschlüsselbar blieben, wurden aufgrund der antiken Angaben, besonders der Vorstellung von einer Verwandtschaft zwischen Rätern und Etruskern, ihre Urheber und die Bewohner der entsprechenden Gegenden im 19. Jahrhundert und bis weit in das 20. Jahrhundert hinein vielfach als („verwilderte“) „Etrusker“ („der Alpen“) betrachtet.
4. Im Laufe des 20. Jahrhunderts wurden archäologisch erhebliche kulturelle Unterschiede zwischen den einzelnen Gegenden festgestellt. Weiter wiesen genauere Analysen der Inschriften auf, dass diese zur Schreibung verschiedener Sprachen dienten, sodass die aktuelle Forschung nur noch die Kultur und Sprache der (späteisenzeitlichen) Bewohner des Trentino, Südtirols, Nordtirols und in der Umgebung der Vizentiner Alpen als rätisch bezeichnet. Nur in diesem Bereich ist bei den Trägern der Fritzens-Sanzeno-Kultur und der Magrè-Gruppe die mit dem Etruskischen verwandte rätische Sprache nachgewiesen worden. Dieser Forschungsbefund steht im Gegensatz zu früheren Vorstellungen, wonach die „Räter“ auch im Tessin, im Alpenrheintal und in den Bergamasker Alpen gelebt haben sollen.

## Antike Quellen

### Frühe verstreute Hinweise
Die ältesten Mitteilungen über die „Räter“ sind folgende:
- Marcus Porcius Cato der Ältere (234–149 v. Chr.) rühmt in seinen libri ad M. filium den rätischen Wein (bzw. die rätische Traube; überliefert durch einen Satz des Maurus Servius Honoratus – Ende des 4. Jahrhunderts; Vergil, II, 95).
- Polybios (ca. 200–120 v. Chr.) erwähnt laut Strabons Geographie[7] (7 v. Chr. mit späteren Zusätzen)[8] unter vier Alpenübergängen einen durch „rätisches Gebiet“ (διά Ῥαιτῶν).[3][9]

Weitere Autoren einigen sich darauf, dass der köstliche rätische Wein in der Gegend von Verona (im Valpolicella!) wuchs. Strabon lässt die Räter daneben auch in der Nähe von Como siedeln.

Das keltische Oppidum Como wurde 196 v. Chr. von den Römern erobert (Erneuerung der Herrschaft über die Poebene) und 89 v. Chr. nach gründlicher Zerstörung durch Räter von den Römern neu errichtet und kolonisiert (Gnaeus Pompeius Strabo). In diesem Zeitraum hatten die Römer also erste Tuchfühlung mit den Rätern – an der Linie Como–Verona.
Unter Gaius Iulius Caesar wurde das römische Reich nordwestlich der Alpen erweitert, der Statthalter L. Munatius Plancus besiegte dort 44 v. Chr. Räter im Bereich des Bodensees. Räter in der Gegend des Bodensees, insbesondere im Alpenrheintal, vielleicht aber auch nördlich des Bodensees, werden auch von späteren Geschichtsschreibern und Geographen angegeben.

### Angebliche etruskische Herkunft
Pompeius Trogus (Zeitgenosse von Augustus und Titus Livius, überliefert durch Marcus Iunianus Iustinus) und nach ihm Plinius der Ältere (Naturalis historia, um 77 n. Chr. fertiggestellt) kolportieren, die Räter seien Nachkommen vor den Kelten aus der Poebene unter einem gewissen Raetus („duce Raeto“) geflohener Etrusker (vgl. Herkunftssage, ätiologische Erzählung). Ähnlich schildert Livius († um 17 n. Chr.) die etruskische Besiedlung der Poebene und schließt

„Auch die Alpenvölker haben unstreitig denselben Ursprung, vorzüglich die Räter, denen aber die Gegend selbst ihre Wildheit mittheilte und ihnen von allem Angeerbten nichts weiter übrig ließ, als den Klang der Sprache, und auch den nicht einmal unverfälscht.“

Livius behauptet damit ebenfalls eine Abstammung der Räter von den Etruskern, lässt jedoch Einzelheiten offen. Stattdessen äußert er sich als einziger zur Sprache der Räter. Livius ist mutmaßlich in Padua geboren worden und gestorben, wo rätische Inschriften gefunden wurden. Möglicherweise konnte er noch selbst den Klang des Rätischen und des Etruskischen vergleichen, oder derartige Aussagen waren Bestandteil kundiger Erzählungen älterer Generationen in seiner heimatlichen Umgebung.

### Römische Eroberung der mittleren Alpen
Im Zusammenhang mit der Eroberung der Alpen unter Kaiser Augustus werden einzelne Volksstämme bekannt, die am Ende des ersten vorchristlichen Jahrhunderts die Alpen bewohnten, und gehen in die Quellen ein. Letztere sind jedoch hinsichtlich der Räter unklar und widersprüchlich.
Zunächst wird offenbar ein Teil des alpinen Etschtals erobert, Trient eingeschlossen. 16 v. Chr. schlägt Publius Silius Nerva Kamunner (Valcamonica) und Vennioi nieder, die manche Autoren für Räter halten (mehr dazu unten). 15 v. Chr. unternimmt Drusus, Stiefsohn des Augustus, einen gefeierten Vorstoß im Etschtal. Aufgrund weiterer Überfälle der Räter in Nachbargebiete unternimmt er zusammen mit seinem Bruder Tiberius im selben Jahr einen Feldzug, in dem das restliche Etschtal, das Eisacktal, das (alpine) Inntal, das Alpenrheintal, einiges Gebiet im Bereich des Bodensees und wohl verschiedene Gebiete im nördlichen Alpenvorland erobert werden. Offenbar werden im selben Jahr die Stützpunkte Cambodunum (Kempten) und Augusta Vindelicum (Augsburg) gegründet.
Die 16/15 v. Chr. unterworfenen Alpenvölker sind im Tropaeum Alpium und in dessen besser erhaltener Abschrift durch Plinius nach einer Besprechung einzelner Völker und Orte aufgelistet. Der Alpenfeldzug von 15 v. Chr. wird bei Cassius Dio und lyrisch in den Gesängen 4 und 14 des vierten Buchs der Carmina des Horaz dargestellt. Lokalisierungsversuche schöpfen hieraus, weiter aus den geographischen Werken des Strabon und des Claudius Ptolemäus sowie aus einzelnen lokalen lateinischen Inschriften wie etwa der Tabula Clesiana (CIL 05, 05050) im Nonstal; schließlich wird auch die Reihenfolge der Nennungen am Tropaeum Alpium bemüht.

### Benachbarte Völker
Antike griechische und römische Quellen (die den Alpenfeldzug von 15 v. Chr. berücksichtigen) erlauben in gewissem Maße eine Lokalisierung der Räter, indem sie benachbarte Völker angeben. Es fällt auf, dass die Nachbarvölker durchgehend als Kelten gekennzeichnet werden. Benachbarte Völker erscheinen auch als Opfer der „sprichwörtlichen“ Raubzüge.
Wegen der genannten südlichen Abgrenzung nach Como und Verona kommt es lediglich auf Nachbarn im Westen, Osten und Norden an. Nach Westen werden die in der Ebene siedelnden Helvetier als Nachbarn genannt. Im Osten besteht im 1. Jahrhundert v. Chr. das keltische Königreich Noricum, mit dem Rom vertraglich und freundschaftlich verbunden ist. Als Nachbarn im nördlichen Alpenvorland werden noch die Boier genannt.
Vor allem tritt im Zusammenhang mit dem Alpenfeldzug von 15 v. Chr. die bis dahin anscheinend unbekannte Völkergruppe der Vindeliker ins Blickfeld der Geschichte. Auch sie sollen Kelten gewesen sein. Wie die Räter sollen sie sehr raublustig gewesen sein und in den Alpen in Nachbarschaft zum Königreich Noricum und am Bodensee gelebt haben. Strabon nennt vindelikische Stämme, die bei Bregenz (Brigantier) und im Allgäu wohnten; weitere nennt (vielleicht, vgl. Vindeliker) das Tropaeum Alpium (Plinius). Schließlich deuten Horaz’ Schlachtengesänge und die Geographie des Claudius Ptolemäus darauf hin, dass Räter vielleicht noch nördlich der Alpen und des Bodensees (in vindelikischer Nachbarschaft) bis hin zur Donau siedelten. Ptolemäus zufolge trennte dort die Iller Räter (westlich) und Vindeliker voneinander.

## Vergleich antiker Angaben und heutiger Erkenntnisse

### Das „Rätergebiet“
Die folgende Tabelle fasst Abbildungen aus Gleirscher (1991) bzw. Metzger/Gleirscher 1992 zusammen. Die Reihen der Tabelle stehen für sechs (in der linken Spalte bezeichnete) Regionen der mittleren Alpen, die in den letzten 13 vorchristlichen Jahrhunderten archäologisch-kulturell unterschieden werden. Rechts werden einige Volksstämme aufgezählt, die seit dem Alpenfeldzug in den Quellen auftreten und die zumindest der jeweiligen Region häufig zugeordnet werden. Zum Teil listen Zellen der linken Spalte einzelne Täler auf, denen man gemäß ihrer Reihenfolge einzelne Volksstämme der rechten Spalte zuordnen kann (manche Namen von Alpentälern rühren von der Bezeichnung der damaligen Bewohner her, die Ähnlichkeit der Namen ist recht offensichtlich).
Soweit es um Volksstämme geht, die von Römern oder Griechen als Räter genannt werden, sind die in der mittleren Spalte aufgezählten Kulturgruppen („ab 400 v. Chr.“) relevant.
| Region | Kulturgruppe bis 600 v. Chr. | Kulturgruppe ab 400 v. Chr. | Alphabet von           | Bewohner im 1. Jahrhundert v. Chr.                          |
| --- | ---------------------------- | --------------------------- | ---------------------- | ----------------------------------------------------------- |
| Alpines Einzugsgebiet des Lago Maggiore, Bergell(?)                                                                                             | Alpine Golaseccakultur       | Lepontier                   | Lugano                 | Lepontier, Bergaleer(?)                                     |
| Einzugsgebiet des Alpenrheins, Vorarlberg | Alpenrheintalgruppe          | Alpenrheintalgruppe         | Lugano                 | Kalukonen, Suaneten; Vennonen oder ähnlich                  |
| Vom Sarcatal und dem oberen Gardasee übers Val Trompia, das Valcamonica und das Veltlin zum Oberengadin                                         | Valcamonicagruppe            | Valcamonicagruppe           | Sondrio, „westrätisch“ | Vennonen? Stoner, Benacenses, Trumpiliner, Kamunner         |
| Nordtiroler Inntal | Inntalgruppe                 | Fritzens-Sanzeno-Kultur     | Bozen-Sanzeno          | Breonen, Genaunen(?)                                        |
| Südtirol und Trentino nördlich Rovereto (Eisacktal, Etschtal um Trient, Nonstal, Vinschgau), teils Unterengadin; Pustertal, Osttirol            | Laugen-Melaun-Kultur         | Fritzens-Sanzeno-Kultur     | Bozen-Sanzeno          | Isarken, Tridentiner, Anaunen, Venosten; Saevaten, Laianken |
| Etschtal im Bereich Gardasee nördlich der Veroneser Klause und Vizentiner Alpen (Valpolicella), Valsugana, von dort bis an den Piave bei Feltre | Angarano-Garda-Gruppe        | Magrè-Gruppe                | Magrè                  | Arusnaten, Feltriner (vgl. Feltre), Beruenses               |

In der zweiten Spalte (von links) geht es um archäologische Kulturen in den mittleren Alpen, die hier in der späten Bronzezeit und der frühen Eisenzeit (Hallstattzeit) erkennbar sind. Man könnte sich fragen, ob etwa nach 1300 v. Chr. ein rätisches Volk einwanderte. Tatsächlich waren ab 1300 v. Chr. die westlichen und nördlichen Regionen von Zuwanderungen von Westen und Norden betroffen, die zu Ähnlichkeiten mit den (keltischen) Kulturen (Urnenfelderkultur) des jeweiligen Alpenvorlands führten. Die südwestliche „Alpine Golaseccakultur“ steht in Zusammenhang mit der Golasecca-Kultur des südlichen Vorlands. Ähnlich nehmen die südöstlichen Kulturen Einflüsse der venetischen Este-Kultur auf.
Weitere Zuwanderungen sind kaum erkennbar. Der nächste archäologisch auffällige Wandel in den mittleren Alpen besteht darin, dass die auf dem Kupfererzabbau beruhende wirtschaftliche Blüte ab 1000 v. Chr. mit dem zunehmenden Gebrauch des Eisens im Umland endet. Der zunehmende Gebrauch des Eisens auch im Rätergebiet selbst ab dem 8. Jahrhundert v. Chr. führt nicht zu einem kulturellen Bruch, auffällig ist vielleicht der ungeklärte Übergang zu Höhensiedlungen, der auch andere Alpenregionen betrifft.
Ab dem 6. Jahrhundert wird jedoch die hier betrachtete Alpenregion vom Aufblühen der etruskischen Kultur in der Poebene beeinflusst, ebenso wirken die griechischen Kolonien durch ihren transalpinen Handel mit Mitteleuropa. Ein weiterer Umbruch besteht im Eindringen von Kelten in die Poebene um 400 v. Chr., wo diese die etruskischen Städte und die südwestliche Golasecca-Kultur zerstören; 387 v. Chr. erobern Gallier (Senonen unter Brennus?) fast ganz Rom. Diese beiden Umbrüche führen zu den von den Römern nördlich von Como und Verona vorgefundenen Kulturen.

### Wo lebten nach antiken Quellen Räter?
Das „Rätergebiet“ der Tabelle ist so gewählt worden, dass eigentlich alle genannten Einzelvölker bzw. einzelne Völker in allen der aufgezählten Teilgebiete in irgendeiner antiken Quelle als Räter erscheinen (zumindest bei freundlicher Betrachtung). Allerdings widersprechen andere Quellen auch, oder sie widersprechen sich selbst. So gibt Strabon in Geographie IV,6,6 offenbar an, dass Räter nur auf der Nordseite der Alpen siedeln. In IV,6,8 vertritt er ganz andere Ansichten (siehe unten).

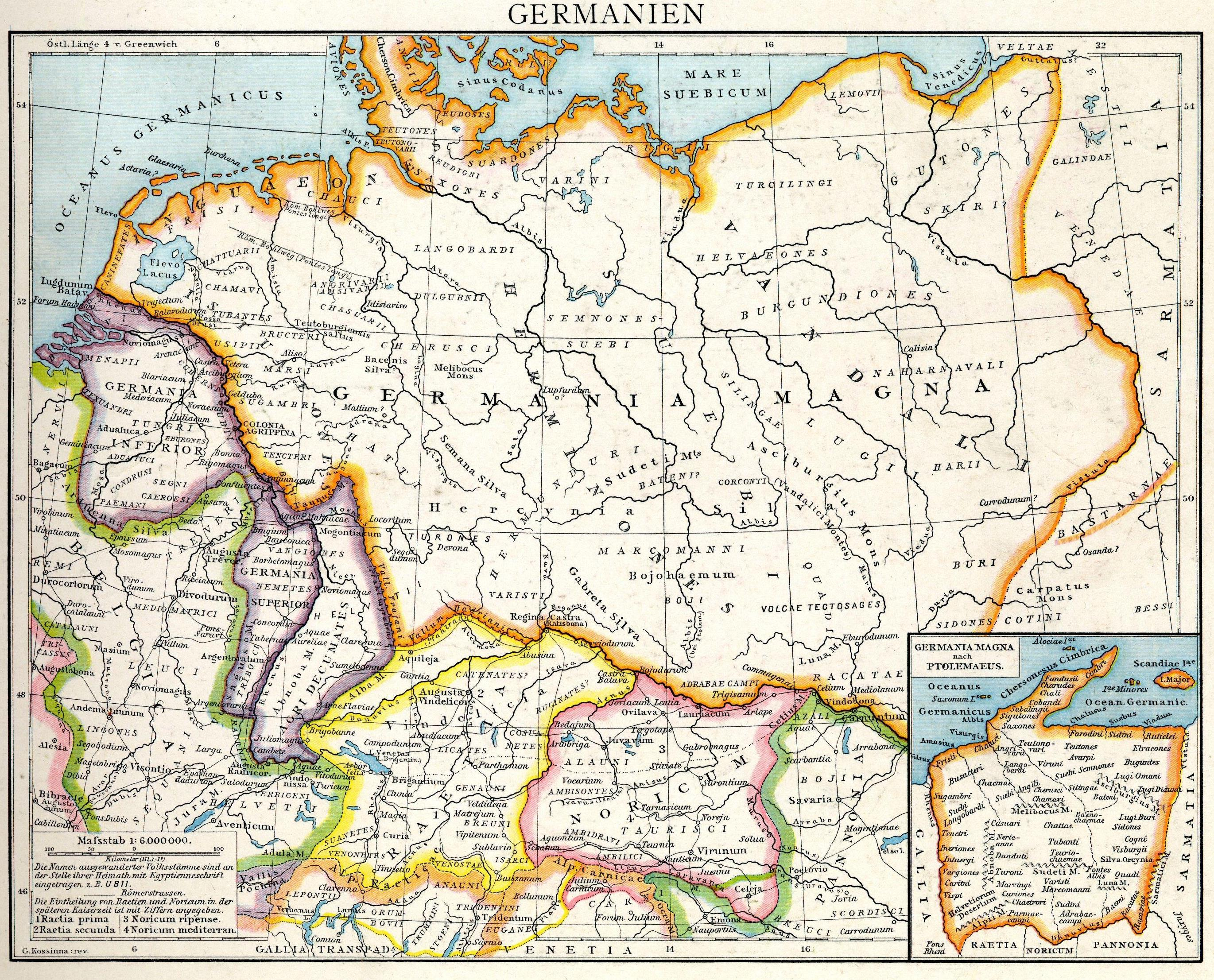
Die römische Provinz Raetia (gelb) auf einer historischen Karte. Darin und südlich davon sind einige der im Text genannten Stämme eingezeichnet.

1. Lepontier (Tessin etc.): Räter nach Strabon IV,6,8; keine Räter nach Strabon IV,6,6; nach Plinius (III,133–135 bzw. Cato) Taurisker bzw. jedenfalls Kelten (Letzteres kommt dem aktuellen Forschungsstand näher), also ebenfalls nicht Räter.
2. Alpenrheintal: „Grundsätzlich“ siedelt Strabon (IV,6,8) im Quellgebiet des Rheins Räter an, aber vielleicht andere Völker als die hier genannten. Plinius ordnet Saruneten (Suanetes gemäß Tropaeum Alpium?) und Vennonienses (Vennonen?) als Räter ein. Bei Strabon sind jedoch die Vennonen keine Räter (IV,6,6) bzw. sogar Vindeliker (IV,6,8).
3. Valcamonicagruppe:
  - („Pro:“) Strabons (IV,6,8) Erklärung, das alpine Siedlungsgebiet der Räter erstrecke sich bis in die Nähe von Como bzw. Verona, schließt eigentlich das Gebiet der Valcamonicagruppe ein. Konkret bezeichnet er die Kamunner (Camunni) des Valcamonica[35] selbst als Räter.
  - („Contra:“) Auch dies steht in gewissem Gegensatz zu der genannten eigenartigen Stelle IV,6,6, wo Räter nur nordwärts siedeln und neben diese die Stoner (Sarcatal) wie ein selbständiges Volk gestellt werden. Plinius (III,133 f.) rechnet die Kamunner, Trumpiliner (Val Trompia)[34] und die Stoner zu den „Euganeern“[43] – während er daneben durchaus auch Räter nennt, siehe unten. Ähnlich berichtet Cassius Dio zuerst kurz von einem Feldzug gegen die Kamunner (16 v. Chr.), ohne die Räter zu erwähnen,[22] die er erst später im Zusammenhang des Feldzugs von 15 v. Chr. vorstellt – dies recht ausführlich.[25]
4. Nordtiroler Inntal: Die Breonen (Breuni, Breunen) lebten vielleicht im Inn- und Wipptal.
  - („Contra:“) Auf die Breonen und Genaunen traf Drusus im (zweiten) Alpenfeldzug 15 v. Chr., Horaz – Carmina, IV, 14 (8–13) – zufolge, wo sie offenbar Vindeliker sind, hierfür spricht auch, dass Horaz in IV, 4 (17 f.) lediglich von Kriegen des Drusus gegen Vindeliker spricht. Strabon (IV,6,8) zufolge waren die Breonen und Genaunen Illyrer.
  - („Pro:“) Für ihre Einordnung als Räter spricht lediglich, dass der Feldzug von „Rätereinfällen“ ausgelöst wurde und diesen begegnen sollte,[10] wie Cassius Dio in seiner Beschreibung des Feldzugs angibt – die überhaupt nur von Rätern handelt und keine Vindeliker erwähnt.[25]
  - („Contra:“) Denselben Anlass hatten jedoch die Kämpfe des Tiberius gegen Vindeliker im selben Feldzug, Letztere wurden anscheinend „überraschenderweise“ im Feldzug gegen die „Räter“ vorgefunden (jedenfalls Horaz zufolge).
5. Bereich der früheren Laugen-Melaun-Kultur (Süd- und Osttirol, Trentino):
  - Tridentum (Trient) wird zwar auch mit Kelten in Verbindung gebracht, war jedoch nach Plinius rätisch. Cassius Dio[25] zufolge wohnten Räter „im Umkreis der Tridentischen Alpen, welche an Italien grenzen.“ Dies mag besonders Tridentum, aber etwa auch die Anaunen des Nonstals und des Val di Sole betreffen.[44]
  - Die Saevaten des Pustertals und die Laianken Osttirols gehören geografisch zu Noricum, sind insofern keltisch, ähnlich verhält es sich vielleicht mit den Isarken des Eisacktals. Auch die Venosten des Vinschgaus fasst Richard Heuberger (Räter, S. 187 f.) als keltisch, nicht rätisch auf.
6. Magrè-Gebiet – Vizentiner Alpen und Umgebung: Strabons Angabe, das rätische Siedlungsgebiet erstrecke sich bis in die Nähe von Verona, lässt zumindest das Valpolicella (Lessinische Hügel, Arusnaten) als von Rätern bewohnt erscheinen. Räter bewohnten nach Cassius Dio[25] den „Umkreis der Tridentinischen Alpen, die an Italien grenzen,“ also zumindest das Etschtal beim Gardasee und das Valsugana. Plinius nennt Feltre (Feltrini) rätisch, Verona rätisch und „euganeisch“ (durchgehend „pro“).

### Räter in Tirol oder in Graubünden? Tradition
Zu den vorigen Angaben über Räter in Nord-, Süd- oder Osttirol fällt auf, dass Richard Heuberger stets bestreitet, dass antiken Quellen zufolge Räter in Tirol gewohnt hätten. Dies steht auch in Zusammenhang mit der nicht nur von ihm vertretenen Auffassung, die Aufteilung der römischen Provinz Raetia in der Spätantike in Raetia prima und Raetia secunda habe besonders berücksichtigt, in welchem Teil ursprünglich Räter und wo ursprünglich Vindeliker gesiedelt hätten – und diese Grenze sei im Wesentlichen mit der heutigen Grenze zwischen der Schweiz (Graubünden) und Tirol zusammengefallen. Hierzu ist die Quellenlage jedoch sehr dünn. Der Grenzverlauf zwischen Raetia prima und Raetia secunda ist durch Quellen schlecht gesichert und wird eher aufgrund von Plausibilitätserwägungen angegeben.
Mit Heubergers Auffassung stimmt in gewisser Weise überein, dass eine Tradition eines Bewusstseins einer Abstammung von den Rätern heute nur in Graubünden besteht. Diese Tradition beruht jedoch nicht notwendig auf antiken Quellen oder historischen Tatsachen. Vielmehr wurde offenbar eine solche Tradition im Bereich der Raetia prima und dann von Churrätien (Graubünden, Schweiz) besonders gepflegt, wobei im früheren Mittelalter der Ausdruck Raeti für Bewohner dieses Gebiets verwendet wurde – ohne Berücksichtigung einer etwaigen Ethnie der Räter des 1. Jahrhunderts v. Chr.

### Inschriften im „Rätergebiet“ und die Sprache(n) der „Räter“

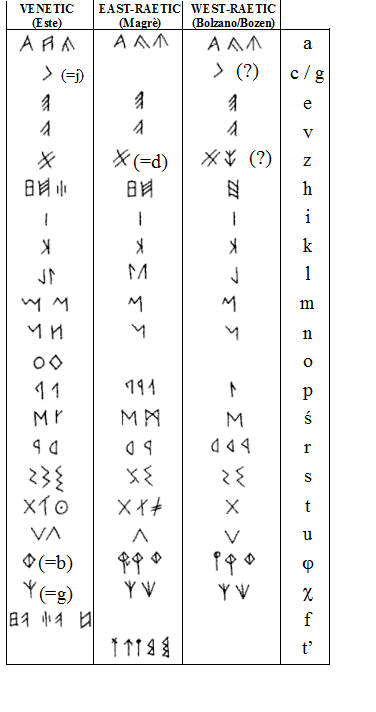
Venetische, Osträtische und Westrätische Schrift

Im „Rätergebiet“ (und auch in der näheren ebenen Umgebung) wurden mehrere hundert Inschriften in von Theodor Mommsen so benannten „nordetruskischen Alphabeten“ gefunden. Diese Bezeichnung steht wohl in Zusammenhang mit Mommsens aus heutiger Sicht unzutreffender Auffassung, die Sprache der – von ihm in Graubünden und Tirol lokalisierten – Räter sei etruskisch (oder ein „etruskischer Dialekt“) gewesen. Die Buchstaben ähneln denen der Alphabete der Etrusker und der Veneter, die wiederum von der westgriechischen Schrift abgeleitet sind. Die Inschriften finden sich vor allem auf Felsen und Votivgaben bei Heiligtümern (zum Beispiel Schneidjoch/Rofangebirge zwischen Blaubergen und Achensee) und Brandopferstätten, auch auf Grabstelen. Sie sind entsprechend sehr kurz, ähnlich wie die etruskischen Inschriften, entsprechend wenig können sie über die Sprache erklären, in der sie gehalten sind. Am meisten ist die Bildung von Personennamen (Patronymen) zu erkennen. In dieser Hinsicht weisen alle Inschriften Ähnlichkeiten zum Etruskischen auf; der Sprachwissenschaftler Ernst Risch wies jedoch darauf hin, dass derartige Merkmale bei geografischer Nähe über die Grenzen von Sprachfamilien hinweg übertragen werden können.
Es werden vier Typen „nordetruskischer Alphabete“ im „Rätergebiet“ unterschieden:
- Das Alphabet von Lugano tritt im lepontischen Gebiet und an einem Fundort im Alpenrheintal auf. Die Sprache der Inschriften erweist sich jedoch als mit dem Keltischen verwandt (damit als indoeuropäisch). Es sind inzwischen Inschriften aus dem 6. Jahrhundert v. Chr. gefunden worden, die belegen, dass eine lepontische Sprache, die dem Keltischen verwandt war, bereits vor der keltischen Invasion der Poebene um 400 v. Chr. in den Lepontinischen Alpen in Verwendung war.
- Das Alphabet von Sondrio (größter Ort im Veltlin) ist typisch für die Inschriften im Bereich der Valcamonicagruppe. Die Sprache ist nicht dem Keltischen verwandt, die Schrift wird aber seit den 1970er Jahren wegen zu deutlicher Unterschiede zu den Alphabeten von Bozen-Sanzeno und Magrè auch nicht mehr als „rätisch“ betrachtet (Aldo Luigi Prosdocimi, Alberto Mancini).[50] Ernst Risch spricht nur noch von „westrätischen“ Inschriften, die nach Alphabet und Sprache wie auch die zugehörigen Felsritzungen des Valcamonica „einen völlig andern Eindruck als die rätischen“ machen; die Sprache könnte indoeuropäisch sein.[36]
- Nur die Alphabete von Bozen-Sanzeno (Fritzens-Sanzeno-Kultur) und von Magrè gelten heute noch als rätisch. Eine Zusammenarbeit von Helmut Rix und Stefan Schumacher, in Arbeiten ab 1998 veröffentlicht,[51] hat erwiesen, dass sie eine gemeinsame, nicht indoeuropäische Sprache darstellen, die dem Etruskischen eng verwandt, aber nicht selbst etruskisch ist. Dies kommt der Formulierung des Titus Livius nahe (siehe oben), nach der die angebliche etruskische Abstammung der Räter am „Klang“ ihrer Sprache trotz eines Unterschieds noch erkennbar gewesen sein soll. Als rätische Sprache wird heute die der Alphabete von Bozen-Sanzeno und von Magrè bezeichnet.

Inschriften im Alphabet von Magrè wurden auch in der westlichen venetischen Ebene etwa noch bei Padua gefunden. Dies entspricht der Angabe des Plinius, wonach auch Verona und vielleicht eine Stadt Berua/Beria bei Vicenza rätisch waren. Für den Vergleich der den Inschriften zugrundeliegenden Sprachen mit dem Etruskischen ist bereits von Interesse, dass Letzteres keine stimmhaften Verschlusslaute b, d, g und kein o hat (nur vier Vokale, man sehe auch den Vergleich des Etruskischen mit der lemnischen Sprache). Buchstaben für b, d, g fehlen nun auch in den Alphabeten des „Rätergebiets“ (aber auch im venetischen). Insofern können alle Sprachen des mittleren Alpenraums für Römer wie Livius ebenso „hart“, „dumpf“, „rau“ geklungen haben wie die etruskische (Mommsen). Das Fehlen eines o haben mit dem Etruskischen jedoch nur die Alphabete von Bozen-Sanzeno und von Magrè gemein. Die letzten beiden enthalten andererseits noch je ein Zeichen ohne etruskisches oder venetisches Vorbild für offenbar bei südlichen Nachbarn nicht verwendete Laute.
Aus der Betrachtung der Inschriften hat sich also eine Sichtweise der „Räter“ ergeben, die von antiken Angaben abweicht. Letztere gelten heute als zu „oberflächlich“. Sie übertreiben sozusagen Ähnlichkeiten der Sprache zum Etruskischen. Im Fall der lepontischen Sprache wurde dabei die engere Verwandtschaft zum Keltischen verkannt.

### Fazit, weitere Sprachverwandtschaft
Auf sprachwissenschaftlicher und archäologischer Grundlage werden die Räter heute mit späteisenzeitlichen Bewohnern Tirols, des Trentino und des westlichen Venetien identifiziert, archäologisch mit der Fritzens-Sanzeno-Kultur und der Magrè-Gruppe. Letzteres wird wiederum durch das sprachwissenschaftliche Resultat gerechtfertigt. Eine klare Übereinstimmung antiker Angaben und heutiger Erkenntnisse über „Räter“ besteht nur für die Umgebung der Vizentiner Alpen.
Die Verwandtschaft zwischen der rätischen und der etruskischen Sprache führte zum Postulieren einer nicht indoeuropäischen Familie „tyrsenischer Sprachen“, der außer diesen beiden Sprachen auch die lemnische Sprache angehört haben soll. Die „urtyrsenische“ (Rix) Ausgangssprache, aus der sich diese drei inschriftlich vorgefundenen Sprachen entwickelt zu haben scheinen, könnte ungefähr um 1000 v. Chr. existiert haben.

## Herkunft der Räter und ihres Namens
Dass die Raeti von Etruskern unter einem Anführer Raetus abgestammt haben sollen (siehe oben: Plinius, Trogus), erklärt als ätiologische Sage nicht ernsthaft ihren Namen und als Herkunftssage kaum ihre Herkunft.
Hinsichtlich der Herkunft der Etrusker stützte die (früher nur vermutete) sprachliche Verwandtschaft die entgegengesetzte Spekulation, diese hätten sich ursprünglich aus der Poebene nach Süden ausgebreitet, die Etrusker seien vielleicht sogar eher „zivilisierte Räter“ gewesen, als dass Letztere „verwilderte Etrusker“ gewesen wären.
Wieder im Zusammenhang mit den Etruskern erscheint Raeti als der Selbstbezeichnung (Endonym) Rasenna der Etrusker ähnlich, wobei allerdings Rhaitoí/Raeti im Gegensatz zum etruskischen Fall als Exonym angesehen wird. Oswald Menghin vertrat schließlich die Meinung, die Räter hätten eine Kultgemeinschaft gebildet, die einer Fruchtbarkeitsgöttin Reitia anhing.

## Kultur
Soweit die Räter als Träger der Fritzens-Sanzeno-Kultur und der Magrè-Gruppe zu identifizieren sind, ist auf die Angaben zu diesen zu verweisen. Daneben haben die Räter im engeren Sinne kulturelle Gemeinsamkeiten mit „vermeintlichen“ Rätern und anderen alpinen Nachbarvölkern wie etwa Norikern und Vindelikern.
Archäologisch zeigt sich, dass die Ernährung bei ihnen hauptsächlich auf Landwirtschaft beruhte. Knochenreste stammen nur selten von Rothirsch und Wildschwein (aus der Jagd), zumeist vielmehr von Hausrind, Schaf, Ziege, Hausschwein, daneben auch von Hund und Pferd (Haustieren).

Strabon zufolge handelten die Alpenbewohner unter anderem mit Rosinen, Harz, Kienholz, Wachs, Honig, Käse.

## Römische Auxiliareinheiten
In der römischen Kaiserzeit wurden die folgenden Auxiliareinheiten aus dem Volk der Räter rekrutiert:
- Cohors I Raetorum (Germania)
- Cohors I Raetorum (Moesia)
- Cohors I Raetorum (Raetia)
- Cohors II Raetorum (Raetia)
- Cohors II Raetorum civium Romanorum
- Cohors IIII Raetorum
- Cohors V Raetorum
- Cohors VI Raetorum
- Cohors VII Raetorum
- Cohors VIII Raetorum